# リサンドロ・マルティネス
リサンドロ・マルティネス（Lisandro Martinez、1998年1月18日 - ）は、アルゼンチン・エントレ・リオス州グアレグアイ出身のサッカー選手。プレミアリーグ・マンチェスター・ユナイテッド所属。アルゼンチン代表。ポジションはディフェンダー。
2022-23、2023-24シーズンのプレミアリーグのセンターバックで最短身長選手(175cm)。2022 FIFAワールドカップアルゼンチン代表の優勝メンバーである。

## 経歴

### クラブ
グアレグアイにあるクラブのClub UrquizaとClub Libertadに所属した後に、ニューウェルズ・オールドボーイズのユースチームに所属した。2016-17シーズンの最終戦のゴドイ・クルス戦でプロデビューを果たした。
2017年8月、デフェンサ・イ・フスティシアにレンタル移籍した。10月13日、サン・ロレンソ戦で移籍後初出場を果たした。移籍してから出場3試合目のCAテンペルレイ戦で移籍後初ゴールを挙げた。2018年6月にデフェンサ・イ・フスティシアに完全移籍した。
2019年5月17日、エールディヴィジのアヤックス・アムステルダムに移籍することで合意したことが発表された。5月20日にメディカルチェックが完了したことが発表され、7月1日に正式に移籍した。アヤックスとは4年契約を締結し、1年間の延長オプションも付帯している。7月1日までは正式に移籍していなかったが、6月の親善試合にアヤックスの選手として出場した。7月27日、ヨハン・クライフ・スハールのPSV戦に勝利し、ヨハン・クライフ・スハールのタイトルを獲得した。8月10日、FCエメン戦に出場しマン・オブ・ザ・マッチに選出された。9月28日、FCフローニンゲン戦でアヤックス移籍後初ゴールを挙げた。
2022年7月17日、マンチェスター・ユナイテッドFCはマルティネスの獲得について、アヤックス・アムステルダムと合意したと発表した。7月27日、マンチェスター・ユナイテッドFCと2027年6月までの契約（1年の契約延長オプション付き）を締結したことが発表された。ヨーロッパリーグ準々決勝のセビージャFCとの第1戦においての負傷によりシーズン中の復帰は困難であると報じられた。

## 代表経歴
U-20アルゼンチン代表として、2017 南米ユース選手権で4試合に出場した。グループステージのU-20ベネズエラ代表戦で出場し、決勝ラウンドでは3試合に出場し、アルゼンチンは4位となり韓国での2017 FIFA U-20ワールドカップ出場権を獲得した。FIFA U-20ワールドカップのメンバーにも選出されたが、U-20ギニア代表戦でベンチ入りしたのみで出場はなかった。
2019年3月、アルゼンチンのA代表に選出された。3月22日、ベネズエラ戦でA代表初出場を果たした。2019年9月、U-23アルゼンチン代表に初召集された。2024年6月15日、彼は2024 コパ・アメリカに向けた26人の代表メンバーに選出された。 彼は国際大会での初ゴールを決め、準々決勝のエクアドル代表戦でチームをリードするゴールを挙げた。この試合は1-1の引き分けに終わり、PK戦の末に勝利を収めた。

## プレースタイル
危険なタックルが多く、アヤックス時代にはタックルによる接触で前田直輝が全治4か月の重傷を負い、マンチェスター・ユナイテッド時代には両足のタックルが鎌田大地に接触しそうになった。対峙した相手に仕事をさせない為にその激しい守備スタイルには批判の声が上がる事もある。

## 代表歴

### 出場大会など
- アルゼンチン代表
  - 2022 FIFAワールドカップ

### 試合数
- 国際Aマッチ 16試合 0得点（2019年-）[25]

| アルゼンチン代表 | 国際Aマッチ | 国際Aマッチ |
| 年               | 出場        | 得点        |
| ---------------- | ----------- | ----------- |
| 2019             | 1           | 0           |
| 2020             | 0           | 0           |
| 2021             | 3           | 0           |
| 2022             | 11          | 0           |
| 2023             | 1           | 0           |
| 2024             |             |             |
| 通算             | 16          | 0           |

## タイトル

### クラブ
アヤックス
- KNVBベーカー : 2020-21
- エールディヴィジ : 2020-21, 2021-22
- ヨハン・クライフ・スハール : 2019

マンチェスター・ユナイテッド
- EFLカップ : 2022-23
- FAカップ: 2023-24

### 代表
- コパ・アメリカ: 2021, 2024
- フィナリッシマ : 2022
- FIFAワールドカップ : 2022